# Wärmesumme
Die Wärmesumme ist die Summe bestimmter Temperaturwerte innerhalb eines definierten Zeitraumes. Das Gegenteil ist die Kältesumme.
Verwendet wird die Größe hauptsächlich in den Geowissenschaften Klimatologie, Meteorologie und Ökologie, sowie der Bau- und Energietechnik. Es existieren zahlreiche speziellere Definitionen, gegebenenfalls innerhalb eines bestimmten Korridors von Temperaturwerten, der extreme Minima und Maxima ausschließt (kumulierte Wärmedifferenzen, kumulierte Wärmeanomalie).

## Zweck
Allgemein wird über die Wärmesumme das Klima besser abgeschätzt, als über die Tagesmitteltemperatur oder den Tagesgang der Außentemperatur, wie er typischerweise im Klimadiagramm eines Orts eingetragen ist. Besonders ist sie besser für die Beurteilung eines Jahres geeignet, da sie Aussagen über den Verlauf des Jahresgang der Tagestemperaturen trifft, und ist auch zur Beurteilung des Charakters einer Jahreszeit oder der Vegetationsperiode geeignet.
Daneben kann sie auch zur Einschätzung des Ausmaßes einzelner Hitzewellen oder Kälteperioden herangezogen werden.
Der Wert wird besonders in der Agrarklimatologie benutzt, um vegetationsorientierte Klimaklassifikationen vorzunehmen und phänologische Vorhersagen zu treffen. Er ist ein Anhaltspunkt zur Prognose der Reife landwirtschaftlicher Produkte.
Außerdem ist er für die Heiztechnik wichtig, weil er eine genaue Abschätzung des Heizenergiebedarfs erlaubt.

## Definitionen
Allgemein berechnet man für jeden Tag einen Temperaturwert in °C (beziehungsweise K) oder angloamerikanisch °F, und summiert über die Tage. Darüber hinaus gibt es oft bestimmte Korrekturfaktoren.
{\displaystyle W=\sum _{d_{1}}^{d_{2}}\lambda _{\mathrm {i} }\cdot t_{\mathrm {i} }}
oft: {\displaystyle t_{\mathrm {i} }=t_{\mathrm {1,i} }-t_{\mathrm {2,i} }}
Dimension der Wärme- und Kältesumme ist Temperatur × Zeit, im Allgemeinen mit der Maßeinheit Gradtag (Kd bzw. °Fd – was auch als Bezeichnung für die Größe Wärmesumme selbst vorkommt).
Die Berechnung der Wärmesummen erfolgt – je nach Betrachtungskontext – in unterschiedlicher Weise. Das führt dazu, dass sich Ergebnisse so stark unterscheiden, dass sie untereinander kaum vergleichbar sind.
Häufige Definitionen sind:
- Addition der Tagesmitteltemperaturen über einem Schwellenwert
  - übliche Schwellenwerte: 0 °C, 5 °C, 6 °C, 7 °C, und 10 °C (das sind Richtwerte, ab denen der Stoffwechsel von Pflanzen im Allgemeinen aktiv wird)
  - bei 5 °C (dem in Mitteleuropa üblichen Grenzwert eines Vegetationstags) liegt der Jahres-Wert in mittleren Breiten typischerweise um 1000–3000 Gradtage
- Die Wachstumsgradtage gibt es in Definitionen von einfacher Wärmesumme, seit Jahresbeginn oder Vegetationsbeginn, bis hin zu speziellen Gewichtungen nach geographischer Lage; Tage mit Temperaturen über +30 °C werden hier ebenfalls oft weggelassen
- Für die Grünlandtemperatursumme (GTS) werden die Wintermonate reduziert gerechnet (kumulierte korrigierte GTS)
- In der Österreichischen Bodenschätzung: Die Wärmesumme ergibt sich aus der Addition aller 14-Uhr-Temperaturen über das gesamte Jahr, sofern das tägliche Minimum nicht unter 5 °C und das tägliche Maximum nicht unter 15 °C lag (die 14-Uhr-Temperatur steht enger mit der Assimilation in Zusammenhang als die Tagesmitteltemperatur)[3]
- Bildung der Stundentemperatursummen, etwa über 5 °C, ab Vegetationsbeginn
- In der Klimatechnik der Gebäude gilt für die Heizgradtage (G, auch Gradtagzahl Gt, durch das Zeitintervall geteilt) eine Rechnung zwischen einem Innenraumheizziel von 20 °C und Tagesmitteltemperatur außen, und zählt nur die Tage oberhalb einer Heizgrenze bei 15 °C (G15 etwa deutsche VDI 2067/DIN 4108 T6, VDI 3807) oder 12 °C (G12 für Österreich, Schweiz, Liechtenstein), oder eine ortsübliche Heizperiode. Analog werden die Kühlgradstunden berechnet.
- In der italienischen DPR 412[4] bezieht man die Wärmesumme als Differenz zu 20 °C, die darunterliegenden Temperaturen eingerechnet
- In den USA verwendet das NCDC der NASA 65 °F (18,3 °C) als Basis[5]

Außerdem berechnet man die Temperaturanomalie, indem man die Wärmesumme in Bezug zu den Tageswerten eines geeigneten Vergleichsjahres oder dem langjährigen Mittel rechnet, und dann durch die untersuchte Periodendauer in Tagen dividiert. Diese nach mehreren Schwellwerten zoniert bildet die Basis vieler Klimaklassifikationen.
Eine schlichte Wärmesumme ohne Differenzbildung (in der sich positive und negative Gradwerte aufheben), geteilt durch die Tage, ist die Mitteltemperatur:
{\displaystyle M={\frac {1}{n}}\sum _{n}t_{\mathrm {i} }} … Arithmetischer Mittelwert

Beispiele (Farben untereinander nicht vergleichbar)
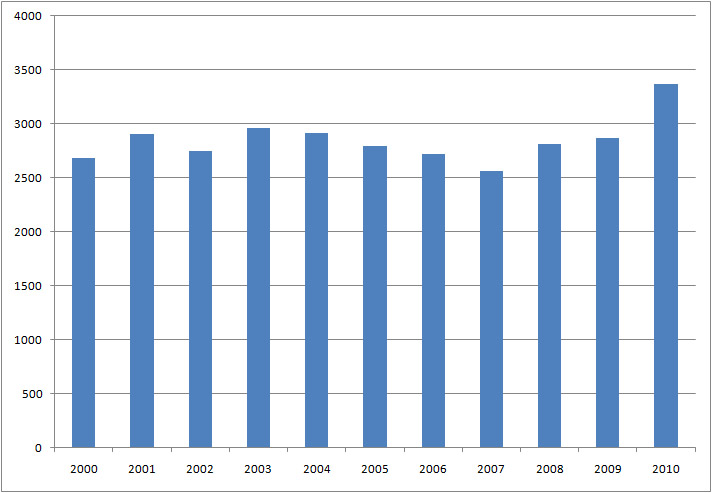
Niederlande: Diagramm der Gradtage (Bemessung unbekannt, Werte um 3000 Gradtage)
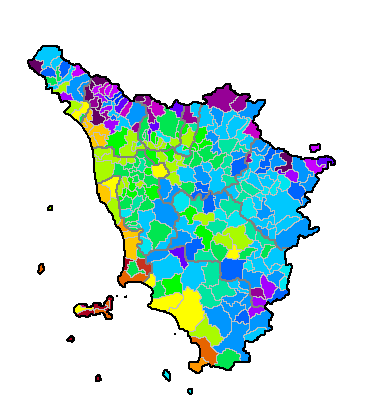
Toskana: Summe Tmed−20 °C (<1000 bis ≥3000 Gradtage)
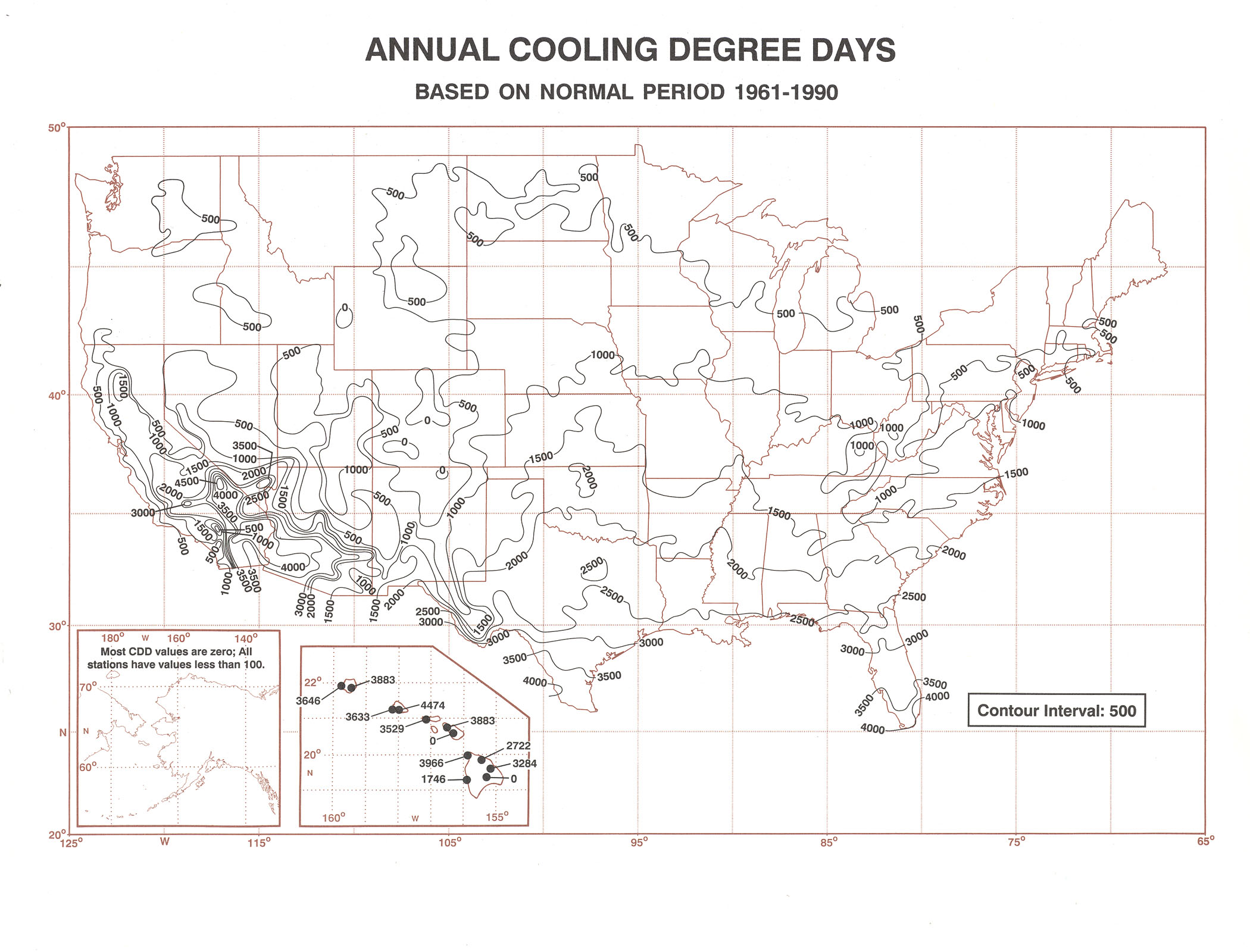
USA: Kühlgradstunden, Basis 65 °F (18,3 °C, Werte 500 bis 4000 Kühlgradstunden)
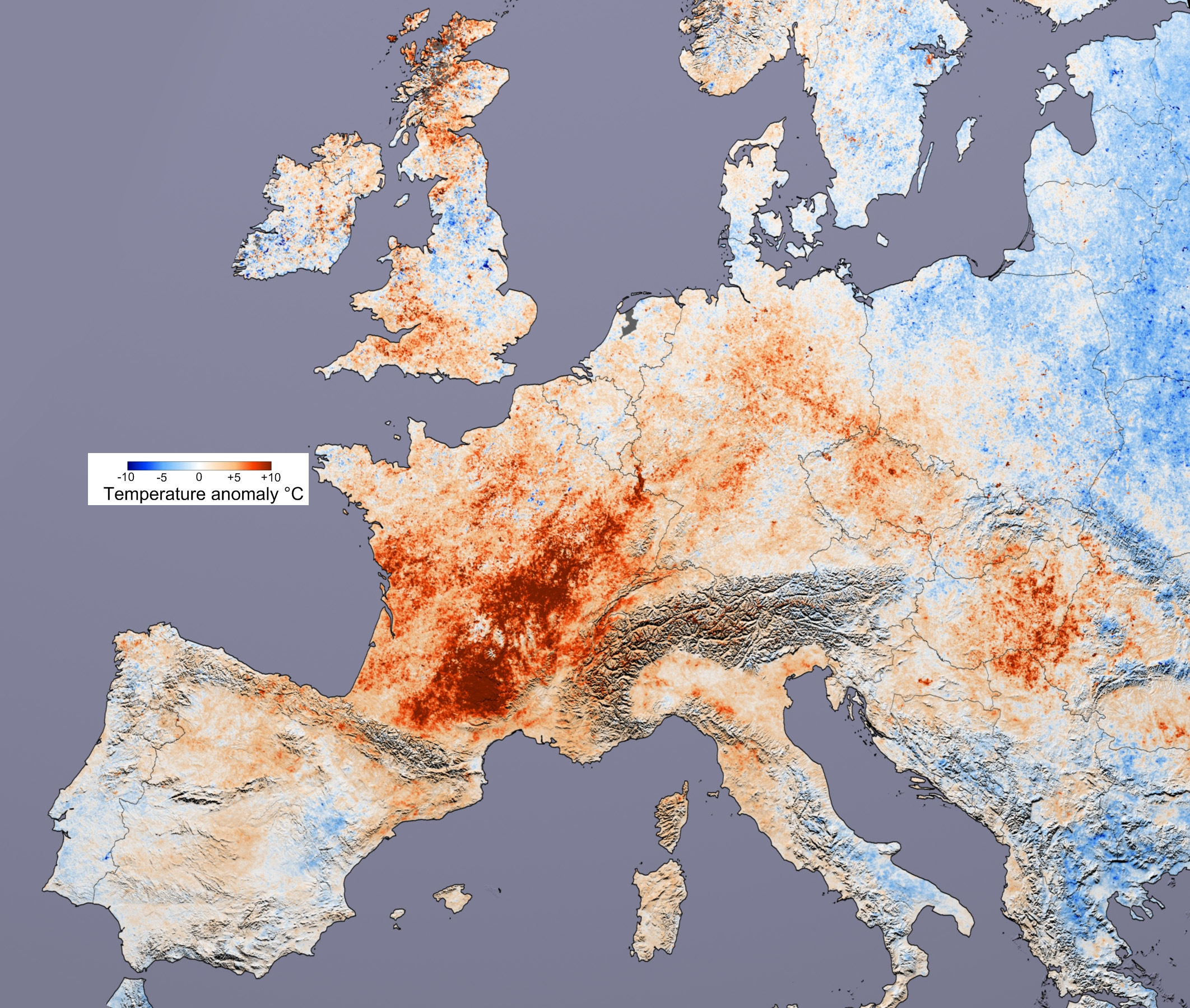
Hitzewelle 2003: Anomalie Jahr 2003 zum Jahr 2001
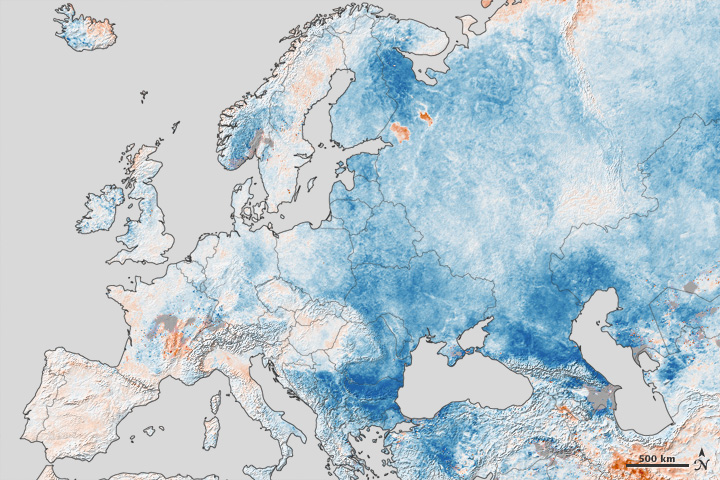
Kältewelle 2012: Anomalie 25.1.–1.2. (Bezug o.A.)